# اسکاتسبلاف (نبراسکا)
اسکاتسبلاف(به انگلیسی: Scottsbluff) شهری در ایالت نبراسکا کشور ایالات متحده آمریکا است که جمعیت آن در سرشماری سال ۲۰۱۰ میلادی، ۱۵٬۰۳۹ نفر بوده‌است.